# Angeneh
Angeneh (persiska: انگنه) är en ort i Iran.   Den ligger i provinsen Västazarbaijan, i den nordvästra delen av landet, 600 km väster om huvudstaden Teheran. Angeneh ligger 1 281 meter över havet och antalet invånare är 628.
Terrängen runt Angeneh är platt åt nordost, men åt sydväst är den kuperad.Runt Angeneh är det ganska tätbefolkat, med 185 invånare per kvadratkilometer. Närmaste större samhälle är Nūshīn Shar, 8,3 km sydväst om Angeneh. Trakten runt Angeneh består till största delen av jordbruksmark.